# 야은로
야은로(Yaeun-ro)는 경상북도 구미시 선주원남동에서 구미시 원평동을 잇는 경상북도의 도로이다.

## 주요 경유지
경상북도
- 구미시 (덕곡동 . 도량동 . 지산동 . 원평동)

## 노선
| 이름            | 접속 노선                 | 소재지          | 소재지          | 비고                  |
| 아포대로와 직결 | 아포대로와 직결           | 아포대로와 직결 | 아포대로와 직결 | 아포대로와 직결       |
| --------------- | ------------------------- | --------------- | --------------- | --------------------- |
| 구미대학교      | 숭산길                    | 구미시          | 선주원남동      | 지방도 제514호선 구간 |
| 봉곡네거리      | 지방도 제514호선 (봉곡로) | 구미시          | 선주원남동      | 지방도 제514호선 구간 |
| 소로골네거리    | 송동로                    | 구미시          | 도량동          |                       |
| 구미고네거리    | 문장로                    | 구미시          | 도량동          |                       |
| (지하차도)      | 선산대로                  | 구미시          | 지산동          |                       |
| (이름 없음)     | 원지평로                  | 구미시          | 지산동          |                       |
| 신평교          |                           | 구미시          | 지산동          |                       |
| (이름 없음)     | 낙동강변로                | 구미시          | 원평동          |                       |
| 신평네거리      | 구미대로 아은로 45번길    | 구미시          | 원평동          |                       |
| 신비로와 직결   |                           |                 |                 |                       |

## 주요 건물 및 시설
- 구미대학교(야은로 37/부곡동 407)
- 구미장례식장혜원 (야은로 119/부곡동 185-3)
- GM컨벤션웨딩 (야은로 171/부곡동 102)
- S-OIL 창암주유소 (야은로 191/부곡동 132)
- SK에너지 태성셀프주유소 (야은로 278/봉곡동 48-3)
- 타이어프로구미봉곡점 (야은로 284/봉곡동 42)
- 풋마트 G7스퀘어점 (야은로 296/봉곡동 36)
- G7스퀘어 (야은로 296/봉곡동 36)
- 전자랜드 INSHOP G7스퀘어점 (야은로 296/봉곡동 36)
- 스타벅스 구미도량DT점 (야은로 312/도량동 315)
- 버거킹 (야은로 318/도량동 311-2)
- 알뜰주유소 (야은로 322/도량동 307-5)
- SK에너지 행복충전 무궁화LPG충전소 (야은로 344/도량동 305-2)
- E1 구미개인택시충전소 (야은로 350/도량동 300)
- 대성 카브레다 (야은로 353/도량동 294)
- LG베스트샆 도량점 (야은로 354/도량동 299)
- 현대오토 구미점 (야은로 361/도량동 281)
- 도량새마을금고 본점 (야은로 374/도량동 276-1)
- HD현대오일뱅크 관용주유소 (야은로 381/도량동 268-1)
- SK에너지(야은로 382/도량동 264-1)
- 삼성스토어 (야은로 387/도량동 269-1)
- 도미노피자 (야은로 413/도량동 530-3)
- 순천향정형외과의원 (야은로 421/도량동 563-1)
- S-OIL 양지주유소 (야은로 422/도량동 563-10)
- 애니카랜드 (야은로 426/도량동 561-3)
- 르노코리아자동차 지정정비코너 도량점 (야은로 438/도량동 559-7)
- 전명훈자동차정비 (야은로 442/도량동 559-9)
- 한누리약국 (야은로 443/도량동 558-40)
- 맥도날드 (야은로 447/도량동 524-3)
- 르노코리아자동차 구미도량대리점 (야은로 455/도량동 576-7)
- 세븐일레븐구미가톨릭병원점 (야은로 479/도량동 586-7)
- 구미가톨릭요양병원장례식장 (야은로 485/581-6)
- 구미요양병원 (야은로 485/581-6)
- SK에너지 우성셀프주유소 (야은로 487/도량동 585-4)
- SK에너지 행복충전 SK지산LPG충전소 (야은로 523/지산동 590-2)
- CJ대한통운 북구미대리점 (야은로 532/지산동 594-26)
- 롯데하이마트(야은로 668/지산동 730-2)
- S-OIL 대평주유소 (야은로 682/지산동 712/2)
- S-OIL 신라충전소 원평지점 (야은로 710/원평동 561-1)
- SK에너지 신원셀프주유소(야은로 713/원평동 530-1)
- 타이어뱅크 (야은로 718/원평동 560-5)
- 한국교통안전공단구미검사소 (야은로 722/원평동 941)
- CU 구미신평타운점 (야은로 728/신평동 9)
- 중앙새마을금고본점 (야은로 745/신평동 19)